# Sirak
Sirak är en sjö i Gällivare kommun i Lappland och ingår i Kalixälvens huvudavrinningsområde. Sjön har en area på 0,32 kvadratkilometer och ligger 447,2 meter över havet. Sirak ligger i Kaitum fjällurskog Natura 2000-område. Sjön avvattnas av vattendraget Salmijoki.

## Delavrinningsområde
Sirak ingår i det delavrinningsområde (750716-169624) som SMHI kallar för Mynnar i Vuotnajaure. Medelhöjden är 463 meter över havet och ytan är 10,27 kvadratkilometer. Räknas de 4 avrinningsområdena uppströms in blir den ackumulerade arean 53,69 kvadratkilometer. Salmijoki som avvattnar avrinningsområdet har biflödesordning 4, vilket innebär att vattnet flödar genom totalt 4 vattendrag innan det når havet efter 345 kilometer. Avrinningsområdet består mestadels av skog (59 procent) och sankmarker (35 procent). Avrinningsområdet har 0,61 kvadratkilometer vattenytor vilket ger det en sjöprocent på 5,9 procent.